# ميغيل بينيا
ميغيل بينيا (بالإسبانية: Miguel Peña Páez)‏ هو سياسي فنزويلي، ولد في 1781، وتوفي في 1833.